# Моисеева, Аина Александровна
Аи́на Александровна Моисеева (род. 21 мая 2002 года, Якутия, Россия) — российская дзюдоистка якутского происхождения. Чемпионка России 2023 года. Мастер спорта по дзюдо.

## Биография
Аина родилась в селе Хатас Намского улуса Республики Якутия. Начала заниматься дзюдо с начальных классов под руководством своего первого тренера Дамдиндоржа Гомбодоржа. На всероссийских чемпионатах представляет Свердловскую область и Республику Саха-Якутия

## Спортивная карьера
Первые победы в карьере Моисеевой пришли в 2016 году, когда на турнире "Дети Азии" среди юношей (до 18 лет) она стала третьей в весе до 44 кг. В 2019 году Моисеева выиграла бронзовую медаль на кубке Европы среди юношей в Туле (Россия), в июне 2019 года пришла третьей в командном первенстве Европы среди юношей в Варшаве (Польша). В конце сентября 2019 года завоевала бронзовую медаль на первенстве мира в личном зачёте, который проходил в Алмате (Казахстан). В ноябре 2019 года стала победительницей первенства России среди юниоров до 21 года в Красноярске. В марте 2021 года выступила на первенстве России до 23 лет, где она смогла выиграть бронзовую медаль. Летом 2021 года стала бронзовой призёркой первых Игр стран СНГ в Казани. В ноябре 2021 года во второй раз выиграла первенство России среди юниоров в Екатеринбурге. В марте 2022 года Моисеева пришла на третьем месте на первенстве России до 23 лет. В ноябре 2022 года финишировала с бронзой на взрослом чемпионате России. В марте 2023 года стала вице-чемпионкой России в возрасте до 23 лет, уступив в финале своей одноклубнице Кристинине Дудиной. В конце августе добыла серебро на Международном фестивале университетского спорта. В октябре 2023 года впервые стала чемпионкой России среди взрослых. В апреле 2024 года стала третьей на первенстве России до 23 лет в Красноярске. 3 мая 2024 года Моисеева выиграла бронзовую медаль турнира «Большой шлем» в Душанбе (Таджикистан). 26 мая 2024 года была финалисткой турнира серии Russian judo tour памяти В. С. Ощепков, который проходил в городе Хабаровск.

## Спортивные достижения
- 2019 Кубок Европы среди юношей (Тула, Россия) — ;
- 2019 Первенство Европы среди юношей (команда) — ;
- 2019 Первенство мира среди юношей — ;
- 2019, 2021 Первенство России среди юниоров — ;
- 2021 I Игры стран СНГ — ;
- 2021, 2022, 2024 Первенство России до 23 лет — ;
- 2023 Первенство России до 23 лет — ;
- 2023 Международный фестиваль университетского спорта — ;
- 2022 Чемпионат России — ;
- 2023 Чемпионат России — ;
- 2024 «Большой шлем» Душанбе — ;
- 2024 Russian judo tour Хабаровск — ;
- 2024 Игры БРИКС — ;[9]

## Личная жизнь
Аина является студенткой Северо-Восточного федерального университета им. М.К. Аммосова.